# Сафиуллин, Ильгизар Ильгизович
Ильгизар Ильгизович Сафиуллин — российский легкоатлет, мастер спорта международного класса, специализируется в беге на 3000 метров с препятствиями. Чемпион России среди юниоров 2010 года. Выступал на чемпионате мира среди юниоров 2010 года, но не смог пробиться в финал. Чемпион Европы по кроссу 2011 года среди юниоров. На чемпионате мира 2013 года в Москве не смог выйти в финал. 

## Образование
Ильгизар Сафиуллин — выпускник Школы искусств, культуры и спорта Дальневосточного федерального университета.

## Спортивная карьера
В сборной команде России с 2013 года. Серебряный призёр чемпионатов России (2013 — кросс 4 км; 2015, 2016 — 3000 м с/п). Победитель Всемирной Универсиады (2013 — 3000 м с/п).
В 2014 году выступил на 2-х этапах Бриллиантовой лиги. 5 июня выступил на Golden Gala, где занял предпоследнее 14-е место с результатом 8.34,88. 5 сентября на Мемориале Ван-Дамма финишировал на 7-м месте — 8.20,29. 14 декабря 2014 года стал победителем чемпионата Европы по кроссу среди молодёжи.
31 мая 2021 года был задержан сотрудниками полиции за распространение наркотических веществ. В его квартире нашли 0,5 кг мефедрона. Правоохранительные органы возбудили уголовное дело. Спортсмена задержали на основании ст. 91 УПК РФ..

## Награды
- 2013 г. — стал обладателем стипендии «За особые заслуги перед ДВФУ».
- 2013 г. — удостоен звания «Гордость Приморского края».
- 2014 г. — признан «Лучшим спортсменом» в ежегодной студенческой премии «Аякс», проводимой в ДВФУ.
- 2014 г. — награждён почётной грамотой Президента РФ[7].